# SC Oberstdorf
Der Skiclub 1906 Oberstdorf e. V. ist ein Wintersportverein aus Oberstdorf im bayerischen Landkreis Oberallgäu. Er bildet hauptsächlich Sporttreibende im Ski Alpin und Ski Nordisch aus, hat allerdings auch Unterabteilungen im Telemark, Snowboard und Freestyle-Skiing. Darüber hinaus ist der Skiclub für die regelmäßige Organisation und Durchführung nationaler wie internationaler Sportgroßveranstaltungen bekannt. Der im Jahr 1906 gegründete Verein entwickelte sich zu einer der erfolgreichsten Adressen im deutschen Wintersport. Bisher vertraten 31 Athletinnen und Athleten des Skiclub Oberstdorf die deutschen Farben bei Olympischen Winterspielen.

## Vereinsaufbau
Das beschlussfassende Organ des Skiclubs ist die Jahreshauptversammlung, welche alljährlich im ersten Halbjahr stattfindet. Daneben besteht der Vereinsausschuss aus den Mitgliedern des Vorstandes sowie den Referenten der verschiedenen Disziplinen. Dem Vorstand stand zum Jahresende 2022 Georg Geiger vor, der von zwei stellvertretenden Vorsitzenden unterstützt wurde. Der Skiclub ist in die Abteilungen Ski Alpin, Skilanglauf, Skispringen und Breitensport gegliedert. Die Ski-Alpin-Abteilung besteht zudem aus den Unterabteilungen Telemark, Snowboard und Freestyle-Skiing. Die Nordischen Kombinierer trainieren in den Abteilungen Skilanglauf und Skispringen mit.

## Geschichte

### Die ersten Jahre: Vom Skilauf-Verein zum Skiclub 1906 Oberstdorf
Der Skiclub wurde am 9. Dezember 1906 als „Skilauf-Verein Oberstdorf/Allgäu“ gegründet, doch trug sich der Verein erst im Jahr 1910 als „Ski-Club Oberstdorf“ in das Vereinsregister ein. Als erster Vorsitzende fungierte Anton Merz, der einer der neun Gründungsmitglieder war. Nur wenige Monate nach der Gründung trat der Verein dem deutschen Skiverband bei und führte bereits 1909 im Schrattenwanggebiet die ersten allgemeinen Skiwettläufe durch. Nachdem die Vereinsgründer schon 1909 eine große und eine kleine Schanze an den Halden (nahe der Hofmannsruhe) errichteten, wurde 1925 die erste Schanze im Schattenbergskistadion aufgebaut, welche ein Jahr später in Betrieb genommen wurde. Des Weiteren wurden in diesen Jahren die Karatsbichl- und Kühbergschanze zur Ausbildung der Jugend eingeweiht. Die ersten Skiabfahrten wurden 1927 im Fellhorngebiet abgehalten, doch war die Eröffnung der Nebelhornbahn 1929 für den Wintersportstandort Oberstdorf von noch größerer Bedeutung, da hier die berühmten Abfahrtsrennen am Lauberhorn und Hahnenkamm ihren Anfang nahmen. Zudem erleichterte die Nebelhornbahn den Schneetransport in einem schneearmen Winter im Jahr 1930, als der Skiclub erstmals die deutschen nordischen Skimeisterschaften ausrichtete. Ein weiterer Meilenstein wurde mit der Teilnahme Franz Thannheimers an den Olympischen Winterspielen 1928 in St. Moritz erreicht. Diese grundlegende Phase fiel in eine Zeit großer interner Unstimmigkeiten, die 1912 zur Spaltung geführt hatten, sodass fortan neben dem Skiclub noch der „Skiverein II“ existierte. In den folgenden Jahren scheiterten einige Versöhnungsversuche, ehe am 29. September 1931 ein Zusammenschluss erwirkt wurde und man sich von nun an „Skiclub 1906 Oberstdorf“ nannte. Im Jahr 1942 wurde durch den Reichssportführer der gesamte Skisportbetrieb eingestellt.

### Die Skiflugwoche und das Nebelhornrennen als Erfolgsgeschichten
Nach dem Zweiten Weltkrieg und der Befreiung Deutschlands vom Nationalsozialismus nahm der Skiclub als erster Allgäuer Verein den Sportbetrieb wieder auf. Besonders die Skispringer um Heini Klopfer, Toni Brutscher und Sepp Weiler belebten als nationale Spitzenathleten das Vereinsleben und waren mit dafür verantwortlich, dass die Schattenbergschanze bereits im Januar 1946 wieder in Betrieb genommen und in den folgenden Jahren zur Großschanze ausgebaut werden konnte. Zudem setzte das Trio das Projekt einer Flugschanze um, auf der der Skiclub seit 1950 die Oberstdorfer Skiflugwoche veranstaltete. Bereits bei der ersten Austragung waren rund 100.000 Besucher an der neuen Skiflugschanze im Stillachtal zu Gast und wurden Augenzeugen von drei neuen Weltrekorden. In den folgenden Jahren zog die vom Skiclub im Auftrag des deutschen Skiverbands durchgeführten Skiflugwoche weiterhin internationale Spitzensportler nach Oberstdorf. Im Rahmen dieser Wettkampfwoche kam es 1958 zu einem Novum, als der internationale Skiverband mit der sogenannten „S-Wertung“ erstmals eine Punktewertung bei einer Großveranstaltung anwandte. Darüber hinaus etablierte sich der Skisprungstandort Oberstdorf im internationalen Wettkampfkalender im Besonderen durch die Vierschanzentournee, die 1953 erstmals ausgetragen wurde. Veranstaltete der Skiclub bei der ersten Austragung noch das zweite Springen, wird seit der Vierschanzentournee 1953/54 jene meistens in Oberstdorf eröffnet. Die Tournee entwickelte sich zum prestigeträchtigsten Skisprungwettbewerb und zieht bis heute zehntausende Zuschauer an die Schanzen. Besonders im Gedächtnis blieb der Gesamtsieg des Oberstdorfer Max Bolkart bei der Vierschanzentournee 1959/60, der bis heute der einzige Athlet des Skiclubs ist, dem dieser Erfolg gelang. Nicht nur im Skispringen machte sich der Skiclub als Ausrichter auf sich aufmerksam, sondern auch im alpinen Skirennsport. So führte der Skiclub bereits am Wochenende des 19. und 20. März 1955 zum ersten Mal das internationale FIS-Nebelhornrennen durch, welches schon bei der dritten Austragung 1957 aufgrund einer positiv bewerteten Organisation von der FIS in die höchste Kategorie eingestuft wurde.

### Serie großer Veranstaltungen in Oberstdorf
Nachdem bereits einige Athleten des Skiclubs an Olympischen Winterspielen und Skiweltmeisterschaften teilnahmen, gelang es dem alpinen Skirennläufer Franz Vogler, bei den alpinen Skiweltmeisterschaften 1966 im chilenischem Portillo als Dritter eine Medaille zu erringen. Daraufhin wurde ihm gemeinsam mit der zweiten Oberstdorfer WM-Teilnehmerin Margret Hafen ein feierlicher Empfang bereitet. Obwohl der Skiclub neben Vogler und Hafen auch in den darauffolgenden Jahrzehnten immer wieder erfolgreiche Sporttreibende in den Nationalkader entsenden konnte, blieb die Phase von den 1970er Jahren bis hin zum ersten Jahrzehnts im neuen Jahrtausend besonders wegen der Serie großer und erfolgreicher Veranstaltungen in Erinnerung. So kam dem Wintersportverein die Ehre zu, bereits die zweite Austragung einer Skiflug-Weltmeisterschaft im Jahr 1973 zu veranstalten. Hierfür gründete der Verein ein eigenes Organisationskomitee, welches das Großereignis erfolgreich zur Durchführung verhalf. Daraufhin trug Oberstdorf auch in den Jahren 1981, 1988 und 1998 die Skiflug-Weltmeisterschaft aus und ist Teil des Rotationsprinzips für die WM-Vergabe. Eine wichtige Erweiterung der Schanzenanlage war der Neubau der Mattenschanze Anfang der 1970er Jahre, da durch sie Wettkämpfe im Sommer ermöglicht wurden, was im Rahmen der ersten Sommerveranstaltung 1974 auch mit großem Erfolg geschah. Neben den Springen in der Vierschanzentournee, die spätestens seit 1968 als größte Skisprungveranstaltung galt, veranstaltete der Skiclub auch eine ganze Reihe von deutschen nordischen Skimeisterschaften sowie alpinen Skirennen auf der Höllwies am Söllereck sowie im Nebelhorn- und Fellhorngelände. Von den Veranstaltungen auf nationaler Ebene ist besonders die Organisation der ersten gesamtdeutschen nordischen Skimeisterschaften 1991 zu nennen. Als Höhepunkt galt aber die Organisation der nordischen Skiweltmeisterschaften 1987, welche zu einer weiteren Steigerung des Ansehens Oberstdorf in der Welt beitrug und der mehr als 370.000 Zuschauer beiwohnten. Zur Freude des Skiclubs gewann dabei mit Thomas Müller ein Athlet aus den eigenen Reihen den Weltmeistertitel mit der Staffel in der Nordischen Kombination, welchen er bereits 1985 mit dem Team holen konnte. Müller wurde zudem bei den Olympischen Winterspielen 1988 in Calgary der erste Olympiasieger des Vereins, als er gemeinsam mit Hans-Peter Pohl und Hubert Schwarz das Schweizer Team knapp schlagen konnte. Der Skiclub erwies sich immer wieder auch für Innovationen gerüstet, sodass die Umstellung auf die Video-Weitenmessung bei der Vierschanzentournee 1990/91 gut umgesetzt werden konnte. Vor dem Hintergrund dieser Erfolge und einer Mitgliederzahl von 1.400 (1992) ließ der Skiclub auch die umliegenden Gemeinden und Skivereine im Oberallgäuer Bereich daran teilhaben und unterstützte diese personell und finanziell im Skilanglauf und Skispringen. Nachdem sich der Skiclub erfolglos um die Austragung der nordischen Skiweltmeisterschaften 2001 und 2003 bemühte, erhielt er den Zuschlag für die WM 2005. Vom 16. bis zum 27. Februar 2005 richtete der Skiclub schließlich zum zweiten Mal die nordischen Skiweltmeisterschaften aus. Mit der Silbermedaille Georg Späths beim Teamspringen gab es erneut ein Medaillengewinner aus den eigenen Reihen. Bei den Olympischen Winterspielen 2006 vertrat mit David Speiser erstmals ein Snowboarder den Skiclub bei Olympia. Wenige Monate später feierte der Skiclub am 29. Juli 2006 sein hundertjähriges Bestehen mit einer Jubiläumsveranstaltung am Fuße des Schattenberges. Im Jahr 2008 führte der SC bereits zum fünften Mal die Skiflug-Weltmeisterschaft durch.

### Die großen Erfolge Oberstdorfer Sporttreibender
In den folgenden Jahren brachte der Skiclub eine Vielzahl an Spitzensportler hervor, die auf internationaler Ebene Erfolge erzielen konnten. Besonders hervorzuheben ist dabei der Nordische Kombinierer Johannes Rydzek, der bei den nordischen Skiweltmeisterschaften 2015 seinen ersten Weltmeistertitel gewann, ehe er zwei Jahre später bei den nordischen Skiweltmeisterschaften in Lahti in allen vier Wettbewerben als Sieger hervorging. Seinen größten Erfolg feierte er jedoch als Olympiasieger 2018 in Pyeongchang im Gundersen Einzel von der Großschanze. Nicht nur im Einzel, sondern auch im Team konnte er dabei die olympische Goldmedaille gewinnen. Diesen Erfolg teilte er unter anderem mit Vinzenz Geiger, der ebenfalls Mitglied des Skiclubs ist. Darüber hinaus gewannen Katharina Althaus im Skisprung-Wettbewerb der Frauen sowie Karl Geiger im Teamspringen der Männer die Silbermedaille. Neben diesen vier Sporttreibenden nahmen noch Nicole Fessel im Skilanglauf und Christina Ackermann im Ski Alpin an den Olympischen Winterspielen teil. Im Schatten der großen Athleten im Skispringen und der Nordischen Kombination feierten die Telemarker des Skiclubs ebenfalls große Erfolge. So gewann Jonas Schmid bei den Telemark-Weltmeisterschaften 2015 in Steamboat Springs die Bronzemedaille im klassischen Stil. Besonders hervorzuheben ist zudem Johanna Holzmann, die die bisher einzige Oberstdorferin ist, die in ihrer Sportart den Gesamtweltcup (2017/18) gewinnen konnte. Darüber hinaus wurde sie bei den Telemark-Weltmeisterschaften 2019 in Rjukan Weltmeisterin im Parallelsprint. Mitte Dezember 2020 wurde Karl Geiger der erste Oberstdorfer Skiflugweltmeister bei den Wettkämpfen in Planica. Im Frühjahr 2021 richtet der Skiclub bereits zum dritten Mal die nordischen Skiweltmeisterschaften aus, die aufgrund der COVID-19-Pandemie zu einer großen Herausforderung für das Organisationsteam wurden. Schließlich musste ein Hygienekonzept erstellt sowie mehrere sogenannte Bubbles kreiert werden, um die 4500 Beteiligten – darunter 750 Athleten aus über 60 Ländern – sicher zu beherbergen. Für den SC Oberstdorf waren die Weltmeisterschaften auch aus eigener Perspektive ein Erfolg, denn mit sieben Athletinnen und Athleten nahmen einige Vereinsmitglieder teil. Hervorzuheben ist dabei erneut Karl Geiger, der von der Normalschanze die Silbermedaille gewann. Darüber hinaus holten Geiger und Katharina Althaus gemeinsam den Weltmeistertitel im Mixed-Team.
Bei den Olympischen Winterspielen 2022 in Peking vertraten neun Sporttreibende des Sportclubs Deutschland. Als Olympiasieger im Gundersen Einzel von der Normalschanze ging der Nordische Kombinierer Vinzenz Geiger hervor. Vier weitere Athletinnen und Athleten gewannen zudem Medaillen.
Mit Johannes Rydzek, Julian Schmid und Vinzenz Geiger standen am 30. November 2024 drei Athleten des SC Oberstdorf auf dem Podest des Weltcup-Rennens in der Nordischen Kombination.

### Skilegendenweg
Der Skiclub Oberstdorf war der Initiator des Skilegendenwegs, der auf einer rund 5 Kilometer langen Strecke von der Audi Arena über das Langlaufstadion Ried zur Heini-Klopfer-Skiflugschanze die Geschichte des Skisports in Oberstdorf anhand von ausgewählten Persönlichkeiten erzählt. Dazu wurden zehn Stelen sowie ein Gedenkstein von den Kunsthandwerkern Martin und Martina Fritz gestaltet. Der Skilegendenweg wurde im Rahmen des Grand Prix der Nordischen Kombination im September 2015 eröffnet. Dazu wurde die Stele Franz Thannheimers vor etwa 2000 Zuschauern enthüllt.

## Sportstätten

### Schattenbergschanzen

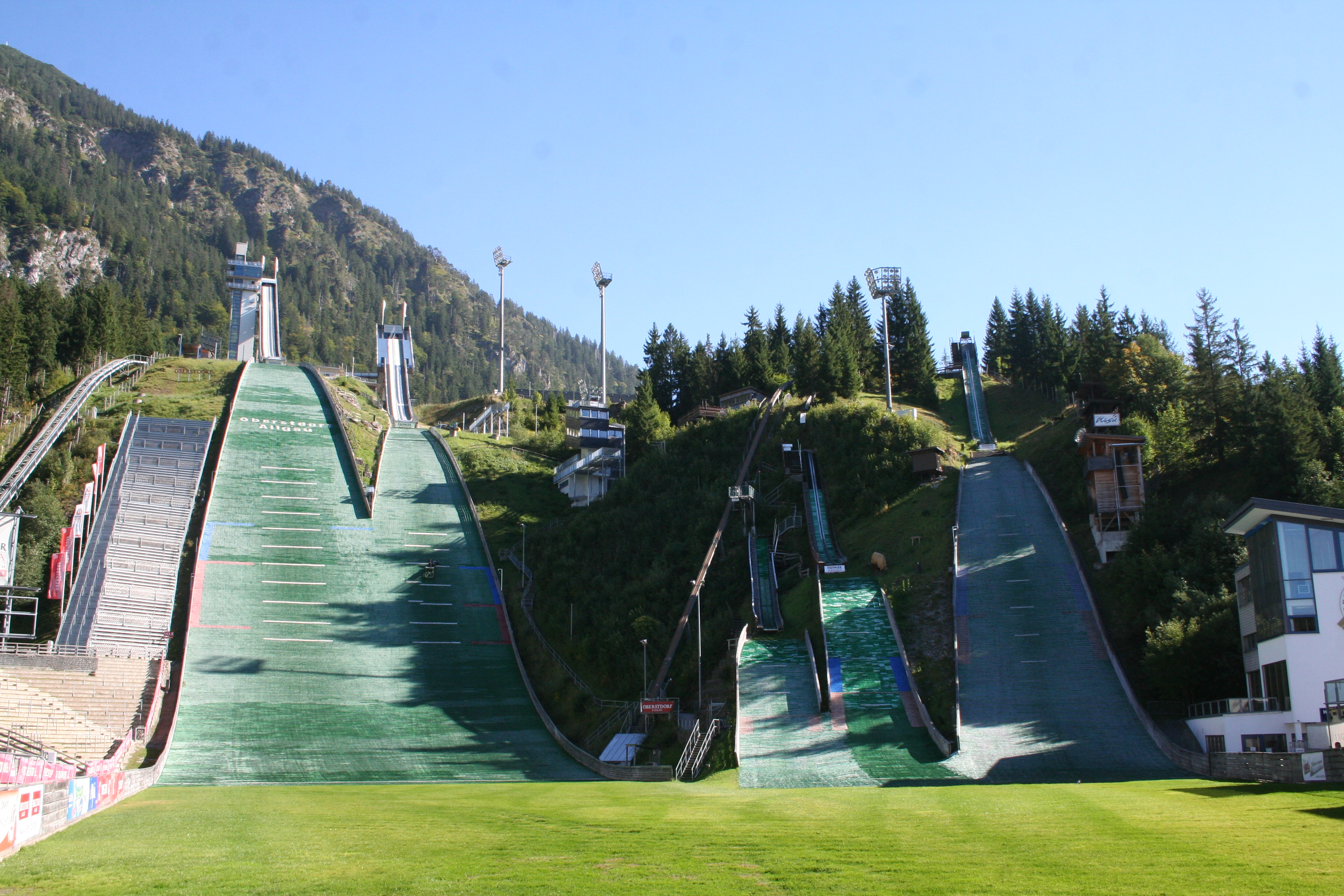
Schattenbergschanzen

Die Schattenbergschanzen in der WM-Skisprung Arena bilden das Herzstück der Sportstätten des Skiclubs, da hier die internationale Skisprungelite nicht nur regelmäßig zu Wettkämpfen antritt, sondern die Anlage von ihnen auch im Sommer zum Training herangezogen wird. Zudem ermöglichen die fünf Schanzen die Ausbildung junger Sporttreibender. Die Arena hat eine Zuschauerkapazität von 27.005 Personen, die besonders beim Eröffnungsspringen der Vierschanzentournee immer wieder ausgelastet wird. Dort wird auf der Großschanze gesprungen, die ihren Konstruktionspunkt bei 120 Metern sowie ihren Hillsize bei 137 Metern hat. Sie wurde am 27. Dezember 1925 eröffnet, wobei an ihr seitdem rund sieben Umbauten stattgefunden haben. Hinzu kommen eine Normalschanze (K 95 / HS 106), eine Mittelschanze (K 56 / HS 60) und zwei Kleinschanzen (K 38 / HS 42; K 22 / HS 25). Die beiden letzten Schanzen wurden 2019 errichtet, nachdem ihre Vorgängerinnen im selben Jahr abgerissen wurden. Alle fünf Schanzen können im Sommer mit Matten belegt werden, womit ein ganzjähriges Training möglich ist.

### Heini-Klopfer-Skiflugschanze

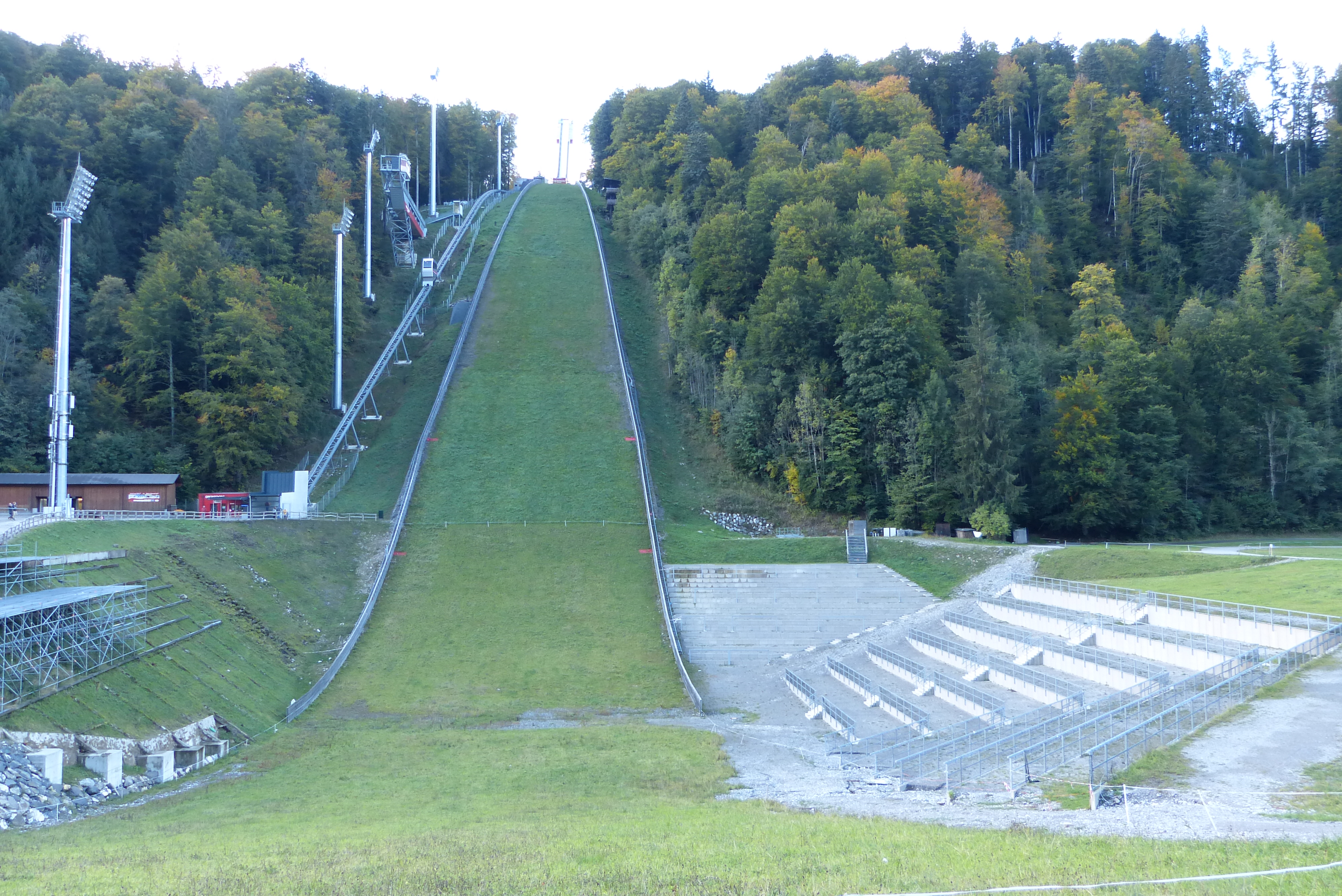
Heini-Klopfer-Skiflugschanze

Auf Initiative des „Oberstdorfer Springer-Trio“ um Heini Klopfer, Toni Brutscher und Sepp Weiler wurde 1949 der Bau der Schanze begonnen, welche von Klopfer selbst gemeinsam mit Willi Huber geplant wurde. Nachdem auf der Schanze bereits mehrere Skiflugwochen mit internationalen Spitzenathleten durchgeführt wurden, erkannte die FIS das Skifliegen 1971 offiziell an, womit die Möglichkeit zur Durchführung von Skiflugweltmeisterschaften geschaffen wurde. Im Jahr 2020 hatte die Skiflugschanze ihren Konstruktionspunkt bei 200 Metern, wohingegen der Hillsize erst bei 235 Metern angesiedelt war. Seit der Inbetriebnahme 1950 wurde die Schanze bereits viermal umgebaut, wofür der Skiclub jeweils eine Großzahl freiwilliger Helfender bereitstellen konnte. Aufgrund der Regelungen des internationalen Skiverbands sind Trainingseinheiten nur im Rahmen des Weltcups oder der Weltmeisterschaften gestattet. Im alltäglichen Vereinsleben nimmt die Schanze im Stillachtal daher nur eine nachgeordnete Rolle ein.

### Langlaufstadion Ried
2003 wurde das Langlaufstadion für rund sechs Millionen Euro ausgebaut, wobei der Schwerpunkt vor allem auf Streckenarbeiten und dem Ausbau der technischen Infrastruktur gelegt wurde, sodass beispielsweise für die Beschneiung ein Speicherteich mit einem Fassungsvolumen von knapp 12.000 m³ errichtet wurde. Das Stadion ist nicht im Eigentum des Skiclubs, sondern gehört der Nordischen Skisport GmbH & Co. KG (KG). Im Januar 2020 wurde öffentlich, dass der Marktgemeinderat Oberstdorf darüber nachdenkt, die Sportanlage im eigenen Eigentum zu betreiben. Im Sommer kann im WM-Langlaufstadion Ried die Oberstdorfer Rollerbahn sowohl zum Leistungs- als auch zum Freizeitsport genutzt werden. Das Stadion beheimatet dann ein fast sieben Kilometer langes Streckennetz, wobei drei Streckenabschnitte in verschiedenen Schwierigkeitsstufen zur Verfügung stehen, welche wiederum beliebig kombiniert werden können. Es existieren die Strecken Riedwald (2,2 km), Burgstall (1,8 km), Zimmeroy (2,2 km) und Zimmeroy mit Freiberganstieg (2,8 km). Bei den Nordischen Skiweltmeisterschaften im Winter 2021 wurde auf die Strecken Burgstall und Zimmeroy sowie auf Kombinationen derselben zurückgegriffen. Um optimale Rahmenbedingungen bei den Weltmeisterschaften anbieten zu können, fanden Modernisierungen und Erweiterungen des nordischen Zentrums in Ried statt, die im August 2020 kurz vor der Fertigstellung standen. Nach Angaben des „Sportchef Langlauf“ Fidel Joas wird das Langlaufstadion Ried zu 30 % zu Trainings- und Wettkampfzwecken sowie zu 70 % für den Tourismus und den Breitensport genutzt. Weitere Trainingsmöglichkeiten befinden sich im Birgsautal, der Spielmannsau und dem Rohrmoos.

### Alpine Sportstätten
Der Skiclub besitzt keine alpine Sportstätte exklusiv für sich, sondern hält neben dem Trockentraining im Winter fast täglich ein Schneetraining in den Oberstdorfer Skigebieten Söllereck, Nebelhorn und Fellhorn ab. Auch das Telemarken wird in diesen Skigebieten sowie im Kleinwalsertal betrieben.

## Sonstiges
Für seine rund 1800 Mitglieder gibt der Skiclub Oberstdorf regelmäßig die Clubinfo heraus, die als Zeitschriftenformat das vergangene Vereinsjahr kompakt zusammenfasst. Darüber hinaus bietet der Wintersportverein einen Newsletter an, indem in unregelmäßigen Abständen über das aktuelle Geschehen im Skiclub berichtet und kostenlos zur Verfügung gestellt wird. Des Weiteren organisiert der SC auf seiner Website einen Online-Flohmarkt, in dem Wintersportausrüstung verkauft oder erworben werden kann.

## Liste der bekannten Sporttreibenden
Die Liste der bekannten Sporttreibenden des Skiclubs sind nach Erfolgen geordnet, wobei zu berücksichtigen ist, dass die jeweiligen Erfolge nicht vollständig aufgelistet sind.
| Sportler                       | Sportart                  | Wichtigste Erfolge | Status 1   |
| ------------------------------ | ------------------------- | --- | ---------- |
| Johannes Rydzek                | Nordische Kombination     | Olympiateilnehmer 2010, 2014, 2018 ( im Einzel und Team) und 2022, Weltmeister 2015 (2×) und 2017 (4×), Gesamtweltcup-Zweiter 2013/14 und 2016/17, Sportler des Jahres 2017, mehrfacher Deutscher Meister                                                                              | aktiv      |
| Vinzenz Geiger                 | Nordische Kombination     | Olympiateilnehmer 2018 ( im Team) und 2022 ( im Einzel), WM-Teilnehmer 2019, 2021 und 2023 (4× im Team), Gesamtweltcup-Podest 2019/20, 2020/21 und 2021/22 | aktiv      |
| Thomas Müller                  | Nordische Kombination     | Olympiateilnehmer 1984 und 1988 ( im Team), Weltmeister 1985 ( im Team) und 1987 ( im Team), Gesamtweltcup-Zweiter 1985/86, Universiadesieger 1985 ( im Einzel), Deutscher Meister | inaktiv    |
| Katharina Althaus              | Skispringen               | Olympiateilnehmerin 2014, 2018 ( im Einzel) und 2022 ( im Einzel), Weltmeisterin 2015 ( im Mixed-Team), 2019 ( im Team und Mixed-Team), 2021 ( im Mixed-Team) und 2023 ( im Einzel, im Team und im Mixed-Team), Gesamtweltcup-Zweite 2017/18 und 2018/19, mehrfache Deutsche Meisterin | aktiv      |
| Karl Geiger                    | Skispringen               | Olympiateilnehmer 2018 ( im Team) und 2022 ( im Einzel), Weltmeister 2019 ( im Team und Mixed-Team), 2021 ( im Mixed-Team) und 2023 ( im Mixed-Team), Skiflug-Weltmeister 2020 ( im Einzel), Gesamtweltcup-Zweiter 2019/20, mehrfacher Deutscher Meister                               | aktiv      |
| Frank Wörndl 2                 | Ski Alpin                 | Olympiateilnehmer 1980 und 1988 ( im Slalom), Weltmeister 1987 ( im Slalom), mehrfacher Deutscher Meister | inaktiv    |
| Katrin Zeller                  | Skilanglauf               | Olympiateilnehmerin 2010 ( mit der Staffel) und 2014, WM-Teilnehmerin 2007, 2009 ( mit der Staffel), 2011 und 2013, Rollerski-Weltmeisterin 2013 ( im Einzel), mehrfache Deutsche Meisterin                                                                                            | inaktiv    |
| Sofie Krehl                    | Skilanglauf               | Olympiateilnehmerin 2022 ( in der Staffel), WM-Teilnehmerin 2017, 2019 und 2021, Weltcup-Punktgewinne, Deutsche Meisterin | aktiv      |
| Julian Schmid                  | Nordische Kombination     | Olympiateilnehmer 2022 ( im Team), Vize-Weltmeister 2023 ( u. a. im Einzel), Junioren-Weltmeister 2019, Gesamtweltcup-Dritter 2022/23, Deutscher Meister | aktiv      |
| Nicole Fessel                  | Skilanglauf               | Olympiateilnehmerin 2006, 2010, 2014 ( mit der Staffel) und 2018, siebenmalige WM-Teilnehmerin (2005 – 2017), Achte im Gesamtweltcup 2014/15, mehrfache Deutsche Meisterin | inaktiv    |
| Johanna Holzmann               | Telemark Freestyle-Skiing | Olympiateilnehmerin 2022, Weltmeisterin 2019 ( im Parallelsprint), Gesamtweltcupsiegerin 2017/18, mehrfache Deutsche Meisterin | aktiv      |
| Georg Späth                    | Skispringen               | Olympiateilnehmer 2006, Vize-Weltmeister 2005 ( im Team), Skiflug-WM-Teilnehmer 2006 ( im Team), Neunter im Gesamtweltcup 2003/04, Deutscher Meister | inaktiv    |
| Franz Vogler                   | Ski Alpin                 | Olympiateilnehmer 1968 und 1972, WM-Teilnehmer 1966 ( in der Abfahrt), 1968 und 1972, ein Weltcup-Sieg, viermaliger Universiade-Teilnehmer (5×), zweimaliger Deutscher Meister | inaktiv    |
| Jonas Schmid                   | Telemark                  | WM-Teilnehmer 2013, 2015 ( im klassisch Einzel), 2017 und 2019, mehrmaliger Weltcup-Sieger | aktiv      |
| Max Bolkart                    | Skispringen               | Olympiateilnehmer 1956, 1960 und 1964, WM-Teilnehmer 1958 und 1962, Vierschanzentournee-Sieger 1959/60, mehrfacher Deutscher Meister | inaktiv    |
| Andreas Bauer                  | Skispringen               | Olympiateilnehmer 1984 und 1988, ein Weltcup-Sieg, mehrfacher Deutscher Meister | inaktiv    |
| Christina Ackermann (* Geiger) | Ski Alpin                 | Olympiateilnehmerin 2010, 2014 und 2018, viermalige WM-Teilnehmerin, Weltcup-Podestplatzierungen, zweimalige Deutsche Slalom-Meisterin | inaktiv    |
| Gina Stechert                  | Ski Alpin                 | Olympiateilnehmerin 2010, WM-Teilnahme 2009, ein Weltcup-Sieg, viermalige Deutsche Meisterin | inaktiv    |
| David Speiser                  | Snowboard                 | Olympiateilnehmer 2006 und 2010, viermaliger WM-Teilnehmer (2005 – 2011), Weltcup-Podestplatzierungen, Deutscher Meister im Boardercross | inaktiv    |
| Toni Brutscher 3               | Skispringen               | Olympiateilnehmer 1952, WM-Teilnehmer 1954, Vierter bei der Vierschanzentournee 1953, mehrfacher Deutscher Meister | verstorben |
| Gianina Ernst                  | Skispringen               | Olympiateilnehmerin 2014, WM-Teilnehmerin 2017, Weltcup-Punktgewinne | inaktiv    |
| Peter Fischer                  | Ski Alpin                 | Olympiateilnehmer 1976, WM-Teilnehmer 1978, Weltcup-Punktgewinne | inaktiv    |
| Heini Ihle                     | Skispringen               | Olympiateilnehmer 1968, WM-Teilnehmer 1962 und 1970, Deutscher Meister 1965 | inaktiv    |
| Franz Thannheimer 3            | Skispringen               | Olympiateilnehmer 1928, WM-Teilnehmer 1929, inoffizieller Weltrekordhalter | verstorben |
| Willi Klein 3                  | Ski Alpin                 | Olympiateilnehmer 1952, dreimaliger Deutscher Meister | verstorben |
| Sepp Weiler 3                  | Skispringen               | Olympiateilnehmer 1952, Fünfter bei der Vierschanzentournee 1953, Deutscher Meister 1950 | verstorben |
| Peter Leitner                  | Skispringen               | Olympiateilnehmer 1980, Weltcup-Punktgewinne 1979/80, mehrfacher Deutscher Meister | inaktiv    |
| Lucia Joas (* Anger)           | Skilanglauf               | Olympiateilnehmerin 2014, Weltcup-Punktgewinne, Deutsche Meisterin | inaktiv    |
| Margret Hafen                  | Ski Alpin                 | Olympiateilnehmerin 1968, zweimalige Deutsche Abfahrts-Meisterin | inaktiv    |
| Laura Gimmler                  | Skilanglauf               | Olympiateilnehmerin 2022, WM-Teilnehmerin 2019 und 2021, Weltcup-Punktgewinne, Deutsche Meisterin | aktiv      |
| Coletta Rydzek                 | Skilanglauf               | Olympiateilnehmerin 2022, WM-Teilnehmerin 2021 (ohne Einsatz) und 2023, Weltcup-Podest, Deutsche Meisterin | aktiv      |
| Rudi Tusch                     | Skispringen               | WM-Teilnehmer 1974, Skiflug-WM-Teilnehmer 1973, 1975 und 1977, Deutscher Meister 1973 | inaktiv    |
| Frank Löffler                  | Skispringen               | WM-Teilnehmer 2001, Weltcup-Punktgewinne, Deutscher Meister 2002 | inaktiv    |
| Sonja Bilgeri                  | Skilanglauf               | Olympiateilnehmerin 1988, WM-Teilnehmerin 1987 | inaktiv    |
| Benedikt Holzmann              | Telemark                  | dreimaliger WM-Teilnehmer, Weltcup-Podestplatzierungen | aktiv      |
| Sarah Pöppel                   | Freestyle-Skiing          | WM-Teilnehmerin 2013, Weltcup-Punktgewinne 2012/13 | inaktiv    |
| Heini Klopfer 3                | Skispringen               | WM-Teilnehmer 1941 | verstorben |
| Janis Morweiser                | Nordische Kombination     | Weltcup-Punktgewinne, Junioren-Weltmeister im Team | inaktiv    |
| Sebastian Holzmann             | Ski Alpin                 | WM-Teilnehmer 2021, Weltcup-Punktgewinne, Deutscher Meister | aktiv      |
| Philipp Raimund                | Skispringen               | Weltcup-Podest, Junioren-Weltmeister im Team | aktiv      |
| Wendelin Thannheimer           | Nordische Kombination     | Weltcup-Punktgewinne | aktiv      |
| Verena Veit                    | Skilanglauf               | Weltcup-Punktgewinne | aktiv      |

## Liste der internationalen Großveranstaltungen
Am 1. und 2. Februar 1910 führte der Skiclub Oberstdorf die erste Allgäuer Skimeisterschaft durch. Seitdem organisiert der Verein regelmäßig regionale, nationale und internationale Ereignisse. Die vorliegende Liste führt diejenigen internationalen Großveranstaltungen an, bei denen der Skiclub entweder alleiniger Ausrichter oder Teil des Veranstaltungs-Gremium war. Hinzu kommen einige weitere Veranstaltungen auf niedrigeren internationalen Ebenen wie dem Grand Prix oder dem Continental Cup sowie auf nationaler Ebene wie den deutschen Meisterschaften im Skispringen 2020 oder jenen im Ski Alpin 2006.
 Stand: 6. März 2023.
| (Erstes) Austragungsdatum  | Veranstaltung                                             | mehrfach |
| -------------------------- | --------------------------------------------------------- | -------- |
| 26. Februar – 5. März 1950 | Oberstdorfer Skiflugwoche                                 | ja       |
| 4. Januar 1953             | Austragungsort der Vierschanzentournee                    | 71×      |
| 19. und 20. März 1955      | Internationales Nebelhornrennen                           | ja       |
| 8. – 10. März 1973         | Skiflug-Weltmeisterschaft 1973                            | nein     |
| 27. Februar 1981           | Skiflug-Weltmeisterschaft 1981                            | nein     |
| 17. – 18. März 1984        | Skifliegen im Skisprung-Weltcup 1983/84                   | 13×      |
| 14. – 16. Februar 1986     | Rennen im Skilanglauf-Weltcup 1985/86                     | 13×      |
| 12. – 21. Februar 1987     | Nordische Skiweltmeisterschaften 1987                     | nein     |
| 11. – 13. März 1988        | Skiflug-Weltmeisterschaft 1988                            | nein     |
| 22. – 25. Januar 1998      | Skiflug-Weltmeisterschaft 1998                            | nein     |
| 14. – 15. Februar 2004     | Wettbewerbe im Weltcup der Nordischen Kombination 2003/04 | 6×       |
| 16. – 27. Februar 2005     | Nordische Skiweltmeisterschaften 2005                     | nein     |
| 21. – 24. Februar 2008     | Skiflug-Weltmeisterschaft 2008                            | nein     |
| 24. – 25. Januar 2015      | Wettbewerbe im Skisprung-Weltcup 2014/15 der Frauen       | 6×       |
| 18. – 21. Januar 2018      | Skiflug-Weltmeisterschaft 2018                            | nein     |
| 23. Februar – 7. März 2021 | Nordische Skiweltmeisterschaften 2021                     | nein     |